# عامية طبية
العامية الطبية (Medical slang) هي استخدام الاختصارات والمصطلحات غير الرسمية لوصف المرضى وموظفي الرعاية الصحية الآخرين والمفاهيم الطبية. بعض المصطلحات تحقيرية في اللغة الإنجليزية، دخلت اللغة العامية الطبية الثقافة الشعبية عبر مستشفى تلفزيوني ودراما علوم الطب الشرعي مثل إي آر وهاوس وNCIS وScrubs وتشريح غراي.
تتضمن أمثلة اللغة التحقيرية المعبأة والمعلمة للجثة، في إشارة إلى عملية الاستيعاب في مستودع الجثث، مانح للدراجة النارية أو PFO للشرب سكران وسقطت. أقل هجومًا هي مصطلحات الأنابيب الزرقاء للأوردة، الملفوف من أجل مجازة القلب (طعم مجازة الشريان التاجي أو CABG)، وصنبور الشمبانيا لبزل قطني لا تشوبه شائبة، أي حيث يكون عدد كرات الدم الحمراء صفرًا.

## قيود الاستخدام
في العديد من البلدان، تعتبر المختصرات المهينة أو المهينة الآن غير أخلاقية وغير مقبولة، ويمكن للمرضى الوصول إلى سجلاتهم الطبية. تخاطر المرافق الطبية برفع دعوى قضائية من قبل المرضى الذين يسيئون إلى الأوصاف، وهناك سبب آخر للتراجع هو أنه يمكن الخلط بين الاختصارات الأولية والمصطلحات الطبية الحقيقية والعلاج الخاطئ المقدم.
في أحد تقاريره السنوية (المرتبطة ببي بي سي)، استشهد جامع اللغة العامية الطبية الدكتور آدم فوكس بمثال دخل فيه أحد الممارسين إلى "TTFO"، والتي تعني «أمره بالخروج»، على مخطط المريض. عندما سئل الممارس عن إدخال الرسم البياني، قال إن الأحرف الأولى تشير إلى أخذ السوائل شفويا.
نتيجة لذلك، تميل اللغة العامية الطبية إلى أن تكون مقصورة على الاستخدام الشفهي والملاحظات غير الرسمية أو رسائل البريد الإلكتروني التي لا تشكل جزءًا من السجلات الرسمية للمريض. يمكن استخدامه أيضًا بين الطاقم الطبي خارج المستشفى. لم يتم العثور عليها في مخططات المرضى، وبسبب الوعي المتزايد بالعامية الطبية، غالبًا لا تستخدم أمام المرضى أنفسهم.

## غير الإنجليزية
على الرغم من أن القواميس الطبية العامية على الإنترنت تأتي في المقام الأول من البلدان الناطقة باللغة الإنجليزية، إلا أن فوكس قام بتجميع اللغات الطبية غير الإنجليزية من مكان آخر. العامية الطبية البرازيلية تشمل (PIMBA (Pé Inchado Mulambo Bêbado Atropelado " بمعنى "تورم القدم مولامبو في حالة سكر دهس")، Poliesculhambado (مريض يعاني من اضطرابات متعددة) و Trambiclínica ("عيادة احتيالية" يعمل فيها طلاب الطب بثمن بخس).

## جولة سنوية
هناك تقرير سنوي عن استخدام الطبيب البريطاني للغة العامية الدكتور آدم فوكس من مستشفى سانت ماري بلندن. أمضى فوكس خمس سنوات في رسم أكثر من 200 مثال، المصطلحات الإقليمية والوطنية والانحدار العام للغة العامية الطبية. ويعتقد أن الأطباء أصبحوا أكثر احترامًا للمرضى، مما ساهم في الانخفاض. في حين أن استخدامها قد يتراجع في مهنة الطب، فجمع العديد من القواميس للغة العامية على الإنترنت.